# Епідемія (фільм, 1995)
«Епідемія» (англ. Outbreak) — американський фільм-катастрофа режисера Вольфганга Петерсена, заснований на книзі Річарда Престона Гаряча зона.

## Сюжет
У 1967 році у джунглях Заїру з'являється вірус Мотаба, який спричинює геморагічну гарячку. Щоб запобігти його поширенню, американські військові офіцери Біллі Форд і Дональд Макклінток знищують військовий табір з інфікованими солдатами.
У 1995 році Мотаба знову проявляє себе в Заїрі, дочиста знищуючи населення села. Полковник Сем Деніелс разом зі своєю командою з вірусології, ознайомившись з вірусом, повертаються в США. Деніелс просить у генерала Біллі Форда дозвіл вивчити вірус, нездатний до розповсюдження повітряно-крапельним шляхом, але проти якого не діють відомі ліки.
Білолобий капуцин Бетсі, яка є первинним носієм Мотаби, контрабандним шляхом потрапляє в США. Тварину викрадає співробітник центру вивчення тварин Джеймс «Джимбо» Скотт, який вирішує продати Бетсі на чорному ринку в каліфорнійському селі Седар Крик. Проте власникові зоомагазину Руді Альварезу потрібен хлопчик, до того ж мавпочка кусає його, через що він велить Скотту забрати її. Скотт відвозить мавпочку і по дорозі випускає її у лісі, не звернувши уваги на те, що слина звірятка потрапила йому на обличчя. Через деякий час Скотт вилітає літаком в Бостон; під час польоту у нього з'являються симптоми інфекції. В аеропорту його зустрічає кохана дівчина Алісія; вона обіймає і цілує хлопця, і в результаті заражається від нього. У госпіталізованому стані вони потрапляють до лікаря Центру з контролю захворювань Роббі Кеот, колишньої дружини Деніелса. Пара помирає, але доктор встановлює відсутність захворювання в Бостоні.
Фахівці в госпіталі Седар Крик вивчають кров хворого Руді, в ході роботи ампула з кров'ю розбивається, поранивши одного з лаборантів. До цього моменту штам вірусу мутував, почавши поширюватися повітряно-крапельним механізмом. Дізнавшись про спалах захворювання, Деніелс відправляється туди зі своєю командою, всупереч заборонам Форда.
Під час пошуку тварини-носія, військові блокують місто і оголошують воєнний стан. Вірусом заражаються товариш Деніелса Шулер і Кеот. Форд надає експериментальну сироватку, яка не спрацьовує через мутації, що сталися з вірусом. Форд розповідає підлеглому, що приховав інформацію про існування Мотаби внаслідок її потенціалу як біологічної зброї.
Сем дізнається про схвалений Президентом план військових розбомбити Седар Крик, з її допомогою генерал Макклінток хоче приховати інформацію про вірус. Щоб Деніелс не знайшов ліки, військовий наказує заарештувати його за перенесення вірусу. Вірусологу вдається втекти, і на вертольоті він прибуває на корабель, що перевозив Бетсі. Фотографію тварини він передає в ЗМІ, нові господарі мавпочки дзвонять в ЦКЗ. Дізнавшись про затримання Бетсі, Форд скасовує бомбардування.
Повертаючись у Седар Крик, Деніелс і Селт потрапляють під вогонь вертольота МакКлінтока, від якого їх рятує імітація катастрофи. У місті Селт вводить мавпочці антидоти із сироватки Форда, з допомогою вакцини їм вдається врятувати Кеот. Макклінток повернувся на базу і наказує розпочати бомбардування.
Деніелс з Селтом на вертольоті підлітають до бомбардувальника, і з допомогою Форда вмовляють скинути снаряд у воду, зберігши життя городян. До нового наказу МакКлінтока Форд відсторонює його від командування й арештовує за приховування інформації від президента.

## В ролях
- Дастін Хоффман — полковник Сем Деніелс, епідеміолог
- Морган Фрімен — генерал Біллі Форд
- Рене Руссо — Роббі Кеот, колишня дружина Деніелса
- Дональд Сазерленд — генерал Дональд Макклінток
- Кевін Спейсі — майор Кейсі Шулер
- Кьюба Гудінг мол — майор Селт
- Патрік Демпсі — Джимбо Скотт
- Закес Мокае — доктор Бенджамін Івабі
- Беніто Мартінес — доктор Хуліо Руїз
- Даніель Ходос — Руді Альварес, власник зоомагазину
- Джей Ті Волш — голова адміністрації Білого дому (в титрах не зазначений)
- Девід Е. Р. Вайт — пілот (в титрах не зазначений)
- Білолобий капуцин Марсель — Бетсі, перший носій Мотаби

## Виробництво
Локації «Седар Крик» знімалися два місяці у місті Ферндейл. Також зйомки проходили на випробувальному полігоні Дагвей (Dugway Proving Ground) в штаті Юта і острові Кауаї.

## Реліз

### Касові збори
Епідемія в перший тиждень прокату посіла перше місце в американському бокс-офісі з 13 420 387 доларами, зберігаючи лідерство три тижні — аж до виходу фільму Телепень Томмі. Загалом картина зібрала 67 659 560 доларів у місцевому прокаті і 122 200 000 в міжнародному, ставши комерційно успішною.

### Реакція критиків
Фільм викликав неоднозначну реакцію кінооглядачів. Згідно агрегатору рецензій Rotten Tomatoes, 59 % з 44 критиків дали «Епідемії» позитивний огляд, середній рейтинг дорівнював 5.6 бали з 10 можливих. The Washington Post і Chicago Sun-Times відзначили фільм хвалебними рецензіями. The New York Times надрукувала більш критичний відгук.

### Нагороди
- Краща чоловіча роль другого плану: Кевін Спейсі — Краща чоловіча роль другого плану (Перемога)[12]
- Премія техаського товариства кінокритиків: Кевін Спейсі — Краща чоловіча роль другого плану (Перемога) — також враховані ролі актора у фільмах Сім і Звичайні підозрювані[13][14].